# Wilhelm Zuelzer
Wilhelm Zuelzer  (* 10. November 1834 in Breslau; † 23. Juni 1893 in Berlin) war ein deutscher Mediziner (Innere Medizin).
Zuelzer studierte Medizin in Breslau, war dort am physiologischen Institut bei Friedrich Theodor von Frerichs und wurde 1858 promoviert. Danach war er in Wien, reiste nach Paris, England und 1865 zum Studium des Rückfallfiebers nach Russland. In Breslau war er am Allerheiligen Hospital, 1863 war er Assistent am Allgemeinen Krankenhaus in Lübeck und ab 1864 in Berlin. An den Kriegen von 1866 und 1870/71 nahm er als Stabsarzt im Garde-Schützen-Bataillon teil. Er wurde für seine Verdienste mit dem Eisernen Kreuz ausgezeichnet. 1867 wurde der Privatdozent für Hygiene an der Universität Berlin. 1871 bis 1877 war er leitender Arzt an der Charité (Pockenabteilung). 1884 erhielt er den Titel eines Professors. 1890 gründete er eine Poliklinik (Johanneum).
Er befasste sich mit Krankheiten der Harnorgane. Von ihm stammen auch pharmakologische und statistisch-hygienische Arbeiten. 1868 bis 1870 gab er ein Wochenblatt für medizinische Statistik und Epidemiographie heraus (1875 bis 1878 in Stuttgart als Beiträge zur Medizinal-Statistik fortgesetzt).
Er trug zu Albert Eulenburgs Real-Encyclopädie der gesammten Heilkunde bei.
Sein Sohn Georg Ludwig Zülzer war ebenfalls Arzt und emigrierte 1934 in die USA.

## Schriften
- mit anderen: Handbuch der acuten Infektionskrankheiten, Leipzig 1876, 1877
- Lehrbuch der Harnanalyse, Berlin 1880
- als Herausgeber mit Carl Benda, Felix Martin Oberländer: Klinisches Handbuch der Harn- und Sexualorgane, 2 Bände, Leipzig: Vogel 1894, Digitalisat, Internet Archive
- Beiträge zu Albert Eulenburgs Real-Encyclopädie der gesammten Heilkunde. Erste Auflage.
  - Band 1 (1880) (Digitalisat), S. 11–42: Abdominalthyphus; S. 154–156: Akrodynie
  - Band 2 (1880) (Digitalisat), S. 327–330: Blutfleckenkrankheit, S. 678–689: Carbunkel
  - Band 5 (1881) (Digitalisat), S. 417–421: Furunkel
  - Band 14 (1883) (Digitalisat), S. 390–439: Variola; S. 439–444: Varicellen